# Kuglački klub Belina - Novska
Kuglački klub "Belina - Novska" (KK "Belina - Novska"; Belina - Novska; Belina-Novska) je muški kuglački klub iz Novske, Sisačko-moslavačka županija, Republika Hrvatska. 
 
U sezoni 2024./25. klub se natječe u "1. hrvatskoj kuglačkoj ligi – Sjever", ligi drugog stupnja hrvatske kuglačke lige za muškarce. 

## O klubu
Kuglački klub Belina-Novska je osnovan 2009. godine. 
 
Ligaški se klub do 2014. godine natjecao u 3. hrvatskoj ligi - zona Sisak - Bjelovar, da bi se potom do 2023. godine natjecao u 2. hrvatskoj kuglačkoj ligi -  Sjever. Od sezone 2023./24. su članovi 1. B hrvatske lige - Sjever. 

## Uspjesi

### Ekipno
3. hrvatska liga - Sjever
- prvaci: 2022./23.

3. hrvatska liga - Sjever
- drugoplasirani: 2013./14. (Zona Bjelovar - Sisak)

## Pregled plasmana po sezonama
| sezona                                   | rang lige                                | liga                                     | dio lige                                 | poz.                                     | klubova u ligi                           | ut                                       | pob                                      | ner                                      | por                                      | poen+                                    | poen-                                    | bod                                      | napomene                                 | izvori                                   |
| Belina - Novska / Belina-Novska / Belina | Belina - Novska / Belina-Novska / Belina | Belina - Novska / Belina-Novska / Belina | Belina - Novska / Belina-Novska / Belina | Belina - Novska / Belina-Novska / Belina | Belina - Novska / Belina-Novska / Belina | Belina - Novska / Belina-Novska / Belina | Belina - Novska / Belina-Novska / Belina | Belina - Novska / Belina-Novska / Belina | Belina - Novska / Belina-Novska / Belina | Belina - Novska / Belina-Novska / Belina | Belina - Novska / Belina-Novska / Belina | Belina - Novska / Belina-Novska / Belina | Belina - Novska / Belina-Novska / Belina | Belina - Novska / Belina-Novska / Belina |
| ---------------------------------------- | ---------------------------------------- | ---------------------------------------- | ---------------------------------------- | ---------------------------------------- | ---------------------------------------- | ---------------------------------------- | ---------------------------------------- | ---------------------------------------- | ---------------------------------------- | ---------------------------------------- | ---------------------------------------- | ---------------------------------------- | ---------------------------------------- | ---------------------------------------- |
| 2011./12.                                | III.                                     | 3. HKL – Sjever – Bjelovar               |                                          | 5.                                       | 10                                       | 18                                       | 10                                       | 0                                        | 8                                        | 71                                       | 73                                       | 20                                       |                                          |                                          |
|                                          |                                          |                                          |                                          |                                          |                                          |                                          |                                          |                                          |                                          |                                          |                                          |                                          |                                          |                                          |
| 2013./14.                                | III.                                     | 3. HKL – Zona Bjelovar - Sisak           |                                          | 2.                                       | 11                                       | 20                                       | 16                                       | 1                                        | 3                                        | 116.5                                    | 43.5                                     | 33                                       |                                          |                                          |
| 2014./15.                                | II.                                      | 2. HKL – Sjever                          |                                          | 10.                                      | 12                                       | 22                                       | 7                                        | 1                                        | 14                                       | 73,5                                     | 102,5                                    | 15                                       |                                          |                                          |
| 2015./16.                                | II.                                      | 2. HKL – Sjever                          |                                          | 11.                                      | 12                                       | 22                                       | 6                                        | 2                                        | 14                                       | 68,5                                     | 107,5                                    | 14                                       |                                          |                                          |
| 2016./17.                                | III.                                     | 2. HKL – Sjever                          |                                          | 5.                                       | 10                                       | 18                                       | 7                                        | 4                                        | 7                                        | 71,5                                     | 72,5                                     | 18                                       |                                          |                                          |
| 2017./18.                                | III.                                     | 2. HKL – Sjever                          |                                          | 6.                                       | 10                                       | 18                                       | 8                                        | 1                                        | 9                                        | 67                                       | 77                                       | 17                                       |                                          |                                          |
| 2018./19.                                | III.                                     | 2. HKL – Sjever                          |                                          | 4.                                       | 10                                       | 18                                       | 10                                       | 0                                        | 8                                        | 76,5                                     | 67,5                                     | 20                                       |                                          |                                          |
| 2019./20.                                | III.                                     | 2. HKL – Sjever                          |                                          | 4.                                       | 10                                       | 18                                       | 7                                        | 4                                        | 7                                        | 76                                       | 68                                       | 18                                       |                                          |                                          |
| 2020./21.                                | III.                                     | 2. HKL – Sjever                          |                                          | 5.                                       | 10                                       | 6                                        | 3                                        | 0                                        | 3                                        | 22                                       | 26                                       | 6                                        | prekinuto zbog pandemije COVID-19        |                                          |
| 2021./22.                                | III.                                     | 2. HKL – Sjever                          |                                          | 8.                                       | 10                                       | 18                                       | 5                                        | 3                                        | 10                                       | 59.5                                     | 84.5                                     | 13                                       |                                          |                                          |
| 2022./23.                                | III.                                     | 2. HKL – Sjever                          |                                          | 1.                                       | 10                                       | 18                                       | 12                                       | 3                                        | 3                                        | 92                                       | 52                                       | 27                                       |                                          |                                          |
| 2023./24.                                | II.                                      | 1. HKL - Sjever                          |                                          | 9.                                       | 11 (12)                                  | 20                                       | 5                                        | 0                                        | 15                                       | 55                                       | 105                                      | 10                                       |                                          |                                          |
| 2024./25.                                | II.                                      | 1. HKL - Sjever                          |                                          |                                          | 12                                       |                                          |                                          |                                          |                                          |                                          |                                          |                                          |                                          |                                          |
|                                          |                                          |                                          |                                          |                                          |                                          |                                          |                                          |                                          |                                          |                                          |                                          |                                          |                                          |                                          |
|                                          |                                          |                                          |                                          |                                          |                                          |                                          |                                          |                                          |                                          |                                          |                                          |                                          |                                          |                                          |

## Vanjske poveznice
- kuglanje.hr, Kuglački klub Belina-Novska - 810003
- kuglanje.hr, Gradska kuglana No / Novska
- kuglanje.hr, Kuglački savez Sisačko-moslavačke županije
- kssmz.hr, Kuglački savez Sisačko-moslavačke županije
- zsu-novska.hr, Zajednice sportskih udruga grada Novske
- sportilus.com, KUGLAČKI KLUB BELINA - NOVSKA NOVSKA
- novska.in, Sport